# Minhoca
As minhocas são animais anelídeos, da subclasse Oligochaeta, de simetria bilateral, recobertos por uma fina cutícula pigmentada. Seu corpo cilíndrico é segmentado interna e externamente, mas os dois primeiros segmentos não são identificados externamente. Estão distribuídas pelos solos úmidos de todo o mundo, algumas com apenas alguns centímetros, outras com um a dois metros de comprimento, ou mais, casos nos quais são conhecidas como minhocuçus. O seu corpo é formado por anéis (segmentos corporais), o que faz com que sejam cilíndricos e alongados, com a boca e o ânus em extremidades opostas, e um anel mais claro, o clitelo, mais próximo à extremidade anterior. São, ainda, conhecidas por serem animais com vários corações, podendo ter entre dois e quinze pares.

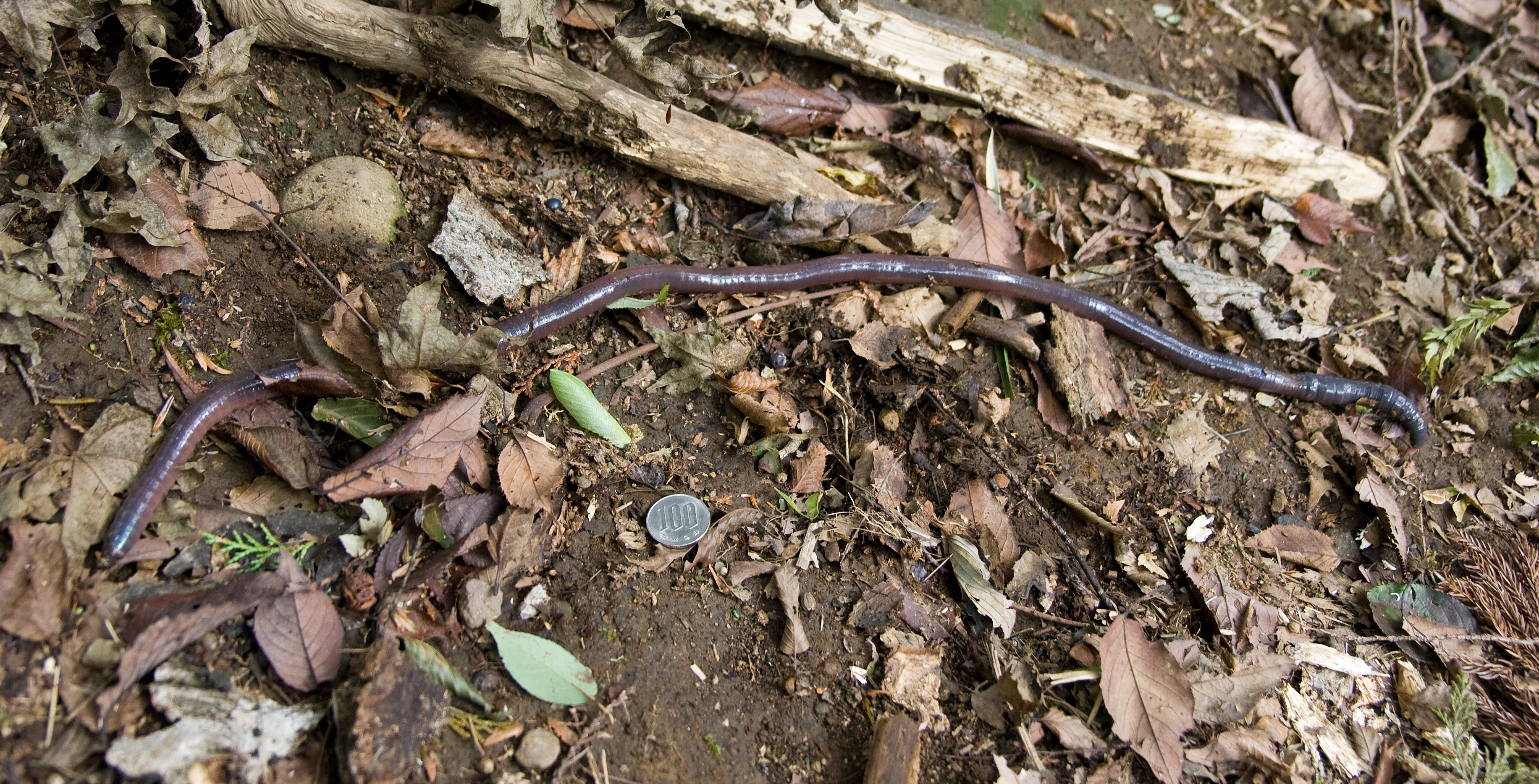
Exemplar de mynthas fuscatus,.

Elas vivem enterradas (são animais subterrâneos), escavam galerias e canais no solo, buscando abrigo e restos orgânicos, os quais são seu principal alimento, ingerido com grandes quantidades de terra. Elas são, portanto, animais detritívoros, pois se alimentam de detritos de várias origens. As fezes das minhocas contém terra ingerida misturada com matéria orgânica, compondo o húmus de minhoca, um ótimo fertilizante.
As minhocas são frequentemente usadas como isca viva, na pesca com linha. Diferente do que algumas pessoas pensam, a cobra-cega não é minhoca e possui uma classificação bem distinta.
A maior espécie registrada é a Amynthas mekongianus, com mais de 500 segmentos. Cientistas acreditam que há correlação entre o comprimento das minhocas e número de segmentos, o que implica que os segmentos são adicionados ao longo de toda sua vida.

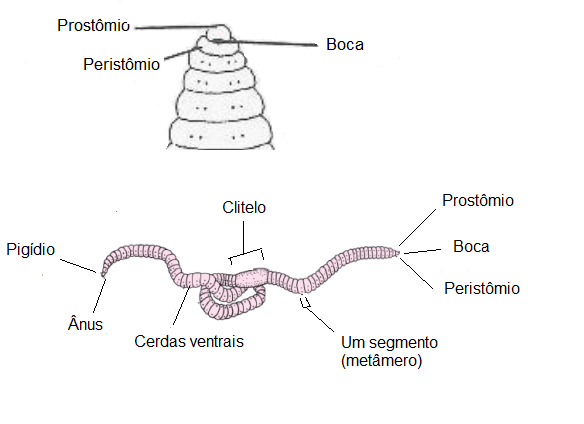
Características externas da minhoca.

## Morfologia externa
Na extremidade anterior, esses animais apresentam um prostômio e um peristômio, formando uma cabeça. Já na extremidade posterior, está localizado o pigídio. Neste, se encontra o ânus das minhocas. Cada segmento entre o peristômio e o pigídio é denominado metâmero. Os metâmeros são semelhantes entre si, constituindo o chamado tronco, que é homônomo, ou seja, os segmentos são praticamente todos iguais entre si, sem a diferenciação de regiões, exceto o clitelo homônomo. Prostômio, peristômio e pigídio não são considerados metâmeros verdadeiros. Essas estruturas, além disso, não possuem cerdas. O prostômio pequeno, característico de minhocas, varia em tamanho e pode ser de difícil distinção, ou até mesmo indistinguível. Sua importância é conter o cérebro.
O corpo alongado das minhocas contém uma cavidade celômica, que atua como esqueleto hidrostático. Essa cavidade é preenchida com fluido e dividida por septos intersegmentares. Cada segmento apresenta um tamanho e uma forma, de acordo com a posição ao longo do animal. Entre as espécies, o tamanho do corpo e a relação entre comprimento e diâmetro variam muito, de acordo com a alimentação, vulnerabilidade a predadores e dessecação, exposição a condições anaeróbicas e modo de locomoção.
O clitelo circunda o corpo de uma minhoca, em uma localização específica. Essa estrutura tem sua posição e o número de segmentos invariáveis, dentro de uma determinada espécie. É sempre posterior às aberturas da espermatecas e ao(s) gonóporo(s) feminino(s). O clitelo pode ter formato de sela ou anel, comumente com aparência inchada e coloração diferente do resto do corpo (mais pálido ou escuro, ou até mesmo de uma cor diferente). Quando inchado, os sulcos entre os segmentos são muitas vezes indistinguíveis ou imprecisos.

#### Parede do corpo
A parede do corpo possui uma cutícula composta de fibrilas de colágeno, em camadas entrecruzadas. Essa cutícula é transparente, acelular e facilita a absorção de nutrientes e oxigênio. A epiderme das minhocas produz bastante muco, o que as torna viscosas, diminuindo o atrito com o solo e facilitando o deslocamento. O muco ainda protege o tegumento, quando em contato com substâncias tóxicas ou nocivas, e garante a umidade indispensável para as trocas gasosas, em toda a superfície do corpo. Esta é a chamada respiração cutânea. A epiderme contém também células sensoriais. Abaixo da epiderme, encontra-se a lâmina basal, camadas de musculatura e o peritônio, que reveste a cavidade celômica.
Passando o dedo na sua região ventral, de trás para a frente, é possível sentir que a pele do animal é áspera, devido à presença de fileiras de microscópicas cerdas de quitina. As minhocas fixam as pontas das cerdas no solo, facilitando o seu deslocamento, quando contraem a forte musculatura da parede do corpo.

### Marcas de maturidade sexual
As minhocas são hermafroditas. Entre as marcas de maturidade sexual, podem-se citar tubérculos, cumes e papilas na superfície anterior ventral. Esses podem variar em número e forma em diferentes espécies. Os tubérculos são espessamentos glandulares na superfície ventral perto ou sobre a região do clitelo. Geralmente, englobam menos segmentos do que os circundados pelo clitelo. Nas espécies que não possuem espermateca, normalmente não há tubérculos.

### Pigmentação
A pigmentação depende majoritariamente da presença ou ausência de pigmentos (geralmente porfirinas), na forma de grânulos ou células pigmentadas na camada muscular subcuticular. As minhocas podem ser vermelhas, marrons ou uma combinação dessas duas cores, além de tons mais esverdeados ou cinzentos. A cor também é resultado, em parte, do fluido celômico amarelo ou células cloragógenas verdes próximas à superfície. A superfície ventral desses animais pode ser mais clara do que a dorsal, embora algumas espécies possam ser igualmente pigmentadas.

## Órgãos internos
Existem mais de 8 000 espécies de minhocas. As minhocas têm um sistema digestivo completo, que se inicia na boca e termina no ânus. Na sua porção anterior, há uma grande câmara, o papo, e, em seguida, uma moela, que tritura o alimento. Segue-se um longo intestino, até o ânus, no pigídio.
O sistema circulatório é fechado, com uma grande rede de vasos muito finos sob a pele, os capilares, para a troca de gases com o ambiente. O sangue das minhocas é vermelho, por causa da hemoglobina, o mesmo pigmento encontrado nos glóbulos vermelhos dos vertebrados.
Em cada segmento do corpo há uma câmara interna, cheia de um líquido aquoso. Daí são retiradas substâncias de excreção, através de órgãos especiais que se abrem na pele, por poros microscópicos.
O sistema nervoso é representado por gânglios na cabeça e ao longo da região ventral do corpo. Os gânglios são formados por grupos de células nervosas, que funcionam como centros de coordenação das diversas funções no corpo do animal.

## Sistema Nervoso

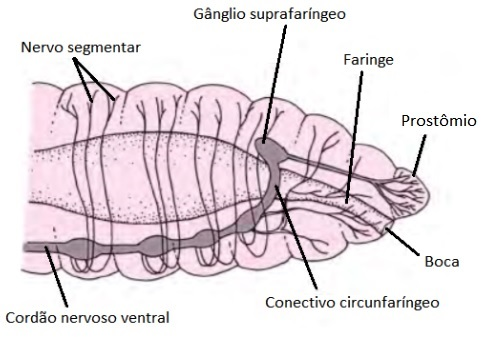
Vista lateral do sistema nervoso de Lumbricus sp.

O cérebro está localizado dorsalmente no prostômio e recuado até o segmento 3. Cada metâmero possui um par de gânglios segmentares. Esses gânglios são conectados por comissuras ventrais e deles saem nervos em direção a parede do corpo e os órgãos.
O prostômio é provido com 2 pares de nervos que passam pela borda lateral do gânglio cerebral. E esses nervos são os únicos que saem do gânglio cerebral. Os nervos se dividem ao sair do gânglio e cada um deles se divide novamente antes de entrar no segmento 1. Todos os quatro ramos principais formados se dividem em muitos ramos menores; os dos três mais dorsais terminam no prostômio, enquanto os ramos do quarto nervo passam ventralmente de cada lado para suprir os tecidos da região dorsal da cavidade bucal no segmento 1.
Os nervos motores e sensoriais que inervam a parede do corpo e os órgãos segmentares têm origem no trato anelar e nos gânglios segmentares, sendo cada segmento responsável pela inervação da musculatura e dos órgãos segmentares correspondentes.
O gânglio subfaríngeo das minhocas controla os movimentos corporais e o cérebro medeia a integração das informações recebidas dos órgãos sensoriais e pode exercer função inibitória sobre o gânglio subfaríngeo.
As estruturas sensoriais se encontram em terminações nervosas livres ou inseridas nos órgãos. Na musculatura há algumas células que atuam como proprioceptores, informando a tensão das musculaturas circular e longitudinal, de cada segmento.

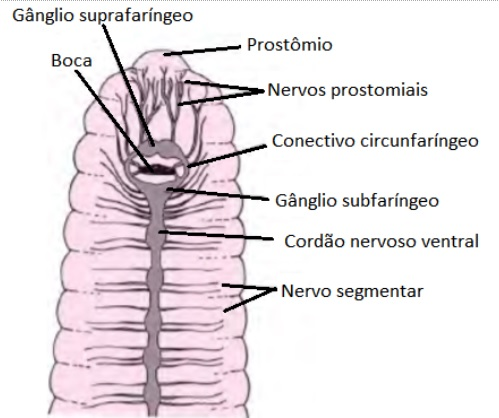
Vista dorsal do sistema nervoso de Lumbricus sp.

Os órgãos sensoriais epiteliais são distribuídos pelo tegumento e podem ser simples terminações nervosas na superfície, ou agrupadas em protuberâncias, com funções mecânicas ou quimiorreceptoras. No tegumento também se encontram distribuídas células fotorreceptoras, produzindo respostas fototáticas negativas, principalmente sob iluminação intensa.
As minhocas possuem 3 fibras gigantes no cordão nervoso ventral, uma mediana e 2 fibras laterais. Essas fibras são responsáveis pelo mecanismo de fuga desses animais. A fibra mediana é conectada com células sensoriais da parte frontal e tem o diâmetro de 0,07 mm. Já as fibras laterais possuem um diâmetro de cerca de 0,05 mm e recebem o estímulo principalmente das células sensoriais da extremidade posterior. Além disso, essas duas fibras têm conexões cruzadas segmentadas e podem, portanto, ser consideradas como uma única unidade funcional.

## Circulação

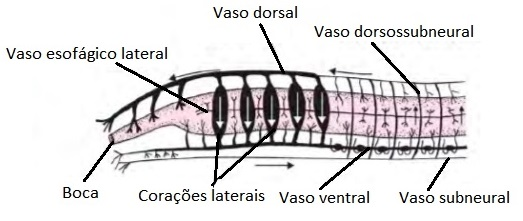
Lateral da região anterior de Lumbricus sp. destacando o sistema circulatório. Imagem modificada de

A distribuição de nutrientes e de oxigênio e gás carbônico no corpo da minhoca é feita pelo sangue. O sistema circulatório é fechado, ou seja, o sangue é totalmente canalizado. O sistema hemal possui o vaso dorsal e o vaso ventral, que transportam o sangue em direção anterior e em direção posterior, respectivamente. A união desses vasos consiste em redes vasculares anterior e posterior e em redes capilares segmentares que incluem os plexos intestinal e subepidérmico.
Os vasos que saem do vaso dorsal envolvem o trato digestório e ligam-se ao vaso ventral, formando o plexo intestinal que nutre as células do trato digestório e absorve os nutrientes no intestino médio. Já do vaso ventral sai uma rede de capilares que irrigam o tegumento e desembocam no vaso dorsal, formando o plexo subepidérmico que nutre as células da parede do corpo e realiza trocas gasosas, garantindo a oxigenação.
O vaso dorsal das minhocas é muito muscular, podendo mover o sangue com alta pressão para algumas regiões do corpo. Ademais, há os vasos secundários denominados de “corações laterais”, que realizam a principal força propulsora do fluido sanguíneo para o organismo. Esses “corações laterais” possuem vasos muito musculares, de grosso calibre, os quais comunicam o vaso dorsal diretamente ao ventral. Além disso, possuem válvulas, na forma de pregas longitudinais, que impedem o refluxo do sangue. Em Lumbricus, há cinco pares desses corações.
As minhocas também possuem um vaso longitudinal adicional muito importante chamado vaso subneural, que provê uma ligação direta com o vaso dorsal, transportando o sangue em direção posterior.

## Digestão
O sistema digestivo das minhocas é, simplificadamente, um tubo reto com especializações localizadas principalmente na região mais anterior. Esse tubo inicia-se com a boca, levando a uma pequena cavidade bucal, seguida pela faringe muscular e o esôfago. O restante do tubo digestivo é o intestino, ou região mediana e se encerra no ânus.

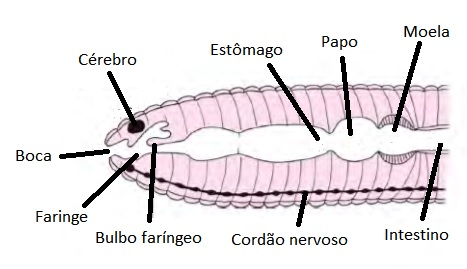
Vista lateral do trato digestório da região anterior de Lumbricus sp.

O principal órgão para a ingestão de alimento é a faringe muscular ou bulbo faríngeo. As minhocas ingerem o sedimento na medida em que cavam as suas galerias. Ao se moverem, elas evertem e recolhem continuamente o bulbo faríngeo, por meio da contração da musculatura da parede do corpo que age contra o fluido celômico. Desta maneira, ingerem a terra e digerem o material orgânico que ela contiver, principalmente aquele de origem vegetal. A retração da faringe ocorre por meio dos músculos retratores. A porção eversível da faringe é provida de numerosas terminações quimiorreceptoras, que detectam a presença de material orgânico na terra, possibilitando a escolha do caminho mais rico em nutrientes durante a escavação.
Seguinte a boca, encontra-se o esôfago, o qual possui dilatações correspondentes às estruturas papo e moelas. O papo consiste em uma câmara de armazenagem de alimento, com paredes finas e pouco musculares, enquanto a moela é bastante muscular, revestida internamente por espessa cutícula, por vezes formando dentículos utilizados para triturar o alimento. Ademais, há evaginações lamelares na parede do esôfago, denominadas glândulas calcíferas. A função delas é combinar o cálcio obtido na alimentação com o gás carbônico proveniente da respiração celular, produzindo carbonato de cálcio, que é liberado no lúmen do esôfago na forma de cristais de calcita, que são liberados nas fezes. Supõe-se que as glândulas calcíferas contribuam com até cerca de 10% da eliminação do gás carbônico e também regulem os níveis de magnésio e fosfato, assim como de íons cálcio e carbonato no sangue e fluidos celômicos, tamponando o pH destes.
Após o esôfago, encontra-se o início da região mediana do trato digestório, que é especializado para a secreção de enzimas digestivas, produzidas pelos anelídeos, e outras enzimas produzidas por bactérias simbiontes, como celulase e quitinase, para digerir as paredes celulares de vegetais e fungos. O restante da região mediana do trato digestório é encarregado da absorção de nutrientes. A superfície de absorção é aumentada por uma invaginação mediodorsal denominada tiflossole que se estende como uma prega ao longo do intestino mediano. O tiflossole é formado apenas pelo epitélio intestinal, com amplo suprimento sanguíneo entre as camadas de epitélio, não havendo participação das camadas musculares da parede do intestino. Em muitos indivíduos a área do intestino também é aumentada por causa da existência de um ou mais pares de cecos anteriores. O trato digestório se encerra no ânus, localizado no pigídio da minhoca.
A alimentação das minhocas contribui para o processamento e a incorporação da matéria orgânica ao solo mineral. O substrato ingerido tem parte do material orgânico absorvido ao longo da região mediana do intestino e as fezes apresentam uma quantidade grande de nutrientes que retornam ao solo para continuar o processo de decomposição e ressíntese da matéria orgânica. Por esta razão, as fezes das minhocas são conhecidas como “húmus” de minhoca.

## Locomoção

#### Movimento peristáltico (rastejamento peristáltico)

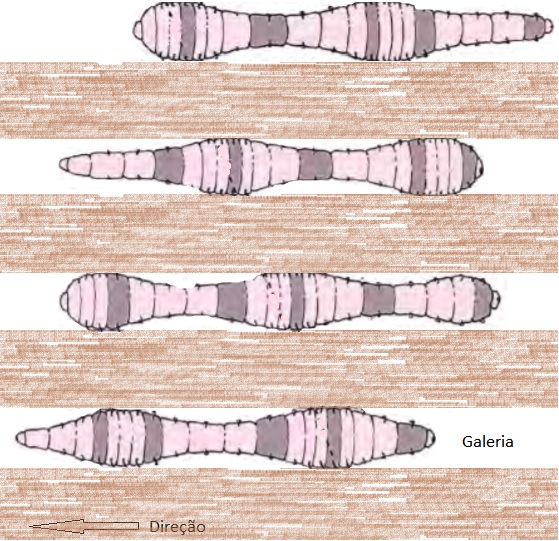
Movimento peristáltico da minhoca, com ondas de contração, em cada segmento.

O movimento é efetuado por uma sucessão de ondas de contração e alongamento, auxiliada por protrusão e retração de cerdas nas superfícies laterais e ventrais do corpo, que se ancoram ao substrato, permitindo a evolução na locomoção.
A penetração no substrato pelas minhocas ocorre pela ingestão de terra, por meio de uma faringe bulbosa eversível. Os segmentos ao redor da faringe não apresentam septos e a contração conjunta da musculatura circular destes segmentos gera pressão no fluido celômico, evertendo a faringe, através da abertura bucal. Ao ingerir a terra, a faringe é recolhida por uma musculatura retratora própria e o movimento da cabeça para frente, puxa o primeiro segmento gerando um impulso nervoso que estimula a contração da musculatura circular e a consequente distensão longitudinal deste segmento.
No movimento peristáltico, em condições normais de relaxamento, os músculos longitudinais e circulares de todos os segmentos estão parcialmente relaxados. O movimento começa com a contração dos músculos circulares dos segmentos anteriores e uma onda de contração passa para a parte posterior sobre os músculos circulares. Quando a onda passa da metade da frente, os músculos circulares da extremidade anterior relaxa e os músculos longitudinais começam a contrair. A onda de contração dos músculos longitudinais passa para trás, e ao passar da metade do corpo é substituída por uma outra onda de contração dos músculos circulares anteriores. Quando os segmentos adjacentes exibem um estado de contração máximo dos músculos longitudinais e há um aumento do diâmetro do corpo, forma-se um “pé” que fica estacionário em relação ao solo, exercendo tensão pela contração dos músculos dos segmentos adjacentes. Os segmentos anteriores do “pé” sofrem contração da musculatura circular e se estendem para frente, pelo aumento de tensão do fluido celômico contra o “pé”, que está fixado no solo pelas cerdas. Já os segmentos posteriores ao “pé” sofrem contração da musculatura longitudinal e exercem um puxão para trás, que é impedido pelas cerdas alinhadas para a parte posterior. Nessa região a pressão celômica é baixa, uma vez que a extremidade posterior é arrastada passivamente para a frente.
Quando o relaxamento dos músculos longitudinais na região do “pé” começa, os segmentos começam a se movimentar para a frente, aumentando a velocidade até o relaxamento completo. Durante a contração dos músculos longitudinais, a velocidade do segmento diminui para relaxar quando o “pé” é formado, na contração máxima. Assim, cada segmento avança em uma série de 2–3 cm com uma onda de movimentos peristálticos passando pelo corpo a cada 7-10 minutos. Ademais, para garantir que o movimento esteja na direção desejada, há sempre segmentos suficientes ancorados à galeria.

#### Movimento de fuga
Quando uma minhoca é estimulada ao tocar em uma extremidade, ela responde pela contração simultânea de toda a musculatura longitudinal, resultando em um encurtamento rápido do corpo. Esse movimento de fuga está relacionado com as fibras gigantes, que não são envolvidas no peristaltismo. Além disso, esses movimentos rápidos são seguidos por rastejamento peristáltico.

## Excreção
As minhocas possuem um par de metanefrídios por metâmero, um em cada lado da câmara celômica, associado ao septo intersegmentar. Algumas minhocas megascolecídeas e glossoscolecídeas podem apresentar nefrídios adicionais múltiplos ou ramificados.
Existem algumas espécies que possuem metanefrídeos modificados chamados de micronefrídios ou enteronefrídios. Os micronefrídios formam uma fina capa esbranquiçada que reveste a parede do corpo e suas extremidades internas podem ser ramificadas, arborescentes, enquanto os ductos nefridiais unem-se entre si por canalículos microscópicos que se abrem no intestino. Essas estruturas auxiliaram na adaptação aos solos menos úmidos, uma vez que a água é reabsorvida ao longo do intestino e as excretas são eliminadas com as fezes.
A ultrafiltração é feita pela capilarização sanguínea, em íntimo contato com cada nefrostômio, formando um glomérulo, em cujas paredes são encontrados podócitos. Assim, o ultrafiltrado proveniente dos vasos sanguíneos segue diretamente para o interior dos metanefrídios.
As minhocas possuem dificuldades em relação à osmorregulação, uma vez que o tegumento deve ser constantemente úmido e não pode haver barreiras à difusão de gases, implicando em uma fina cutícula. Isso determina uma perda de água e íons pelas paredes do corpo. Portanto, esses indivíduos possuem outras adaptações fisiológicas, como a excreção de ureia, que reduz a perda de líquido. Além disto, os processos de reabsorção seletiva e secreção ativa nos ductos nefridiais são desenvolvidos, o que explica a evolução das alças nefridiais. Assim, como adaptação, esses indivíduos conseguem produzir uma urina hiperosmótica, caso haja escassez de água e também podem suportar perda de água, de até 75% do volume corporal, e recuperá-la quando as condições ambientais forem mais favoráveis.

## Reprodução

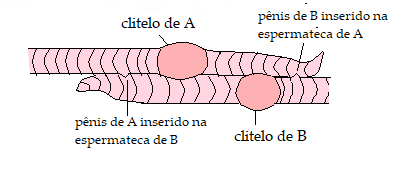
Fecundação por transferência indireta das minhocas.

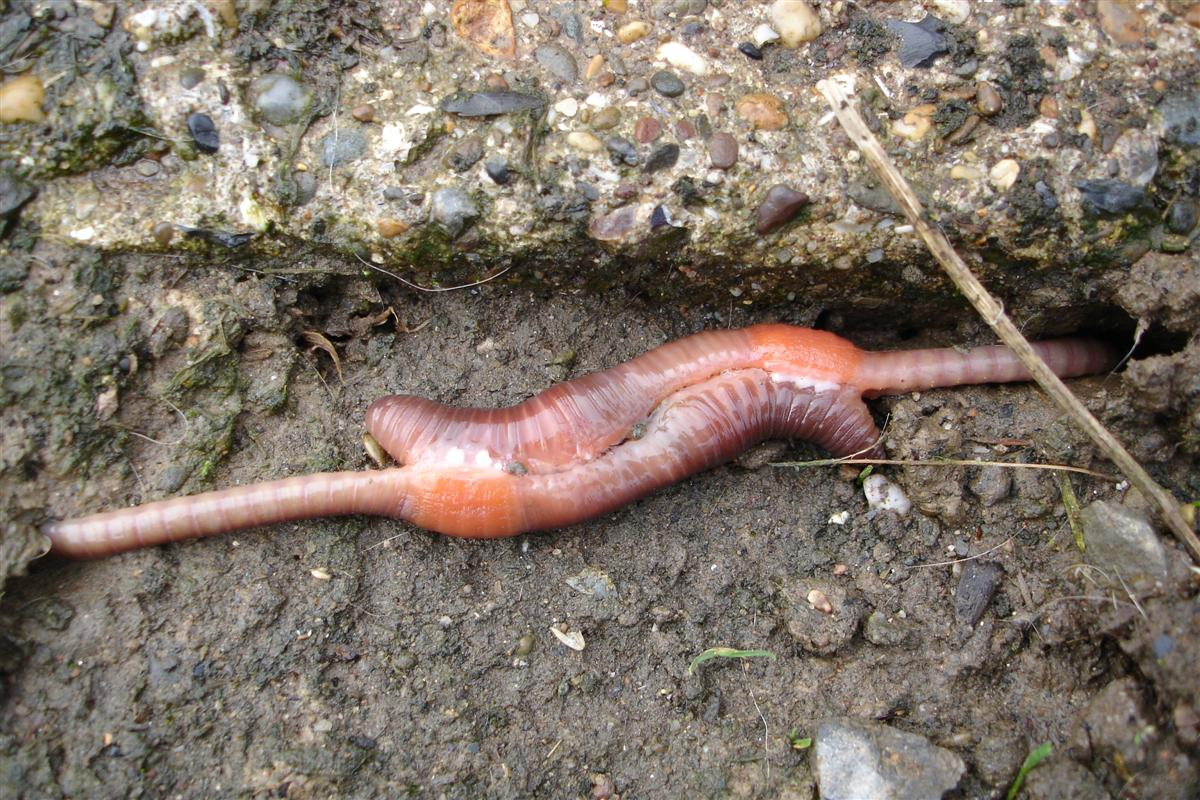
Minhocas copulando

As minhocas são seres hermafroditas simultâneos, pois cada indivíduo tem testículos e ovários ao mesmo tempo, no entanto, o animal não se reproduz sozinho, dependendo sempre da união com outro para a troca de espermatozoides, o que é chamado de fecundação cruzada. Elas apresentam clitelo, uma cintura glandular intumescida, presente na região anterior, responsável pela formação do casulo, nutrição dos embriões e com papel na cópula. O sistema reprodutor masculino é composto por testículos, vesículas seminais, ductos espermáticos e gonóporos, localizados em um ou dois segmentos férteis. Ademais, é comum que o sistema também inclua um par de glândulas prostáticas e outro de glândulas acessórias, que auxiliam na reprodução. Já o sistema reprodutor feminino encontra-se em apenas um segmento, possuindo um par de ovários, ovissacos, oviduto e gonóporo. Além disso, há 1 a 3 pares de espermatecas, que armazenam espermatozoides do parceiro. A localização de cada estrutura é variável em cada espécie de minhoca, mas há uma obrigatoriedade fisiológica que os poros femininos e aberturas da espermateca serem localizem anterior ao clitelo.
Na cópula, as duas minhocas unem seus corpos em direções opostas, de maneira que os gonóporos masculinos encontrem com as aberturas das espermatecas da outra. A manutenção dessa posição é possível devido ao muco secretado por células clitelares e por encaixes de cerdas copulatórias especializadas do segmento masculino. A cópula se encerra quando as espermatecas de ambos estiverem cheias de espermatozoides do parceiro. Em lumbricídeas não há justaposição dos gonóporos masculinos com as aberturas das espermatecas, logo os espermatozoides migram até a abertura de espermatecas por uma fenda longitudinal externa através de movimentos peristálticos.

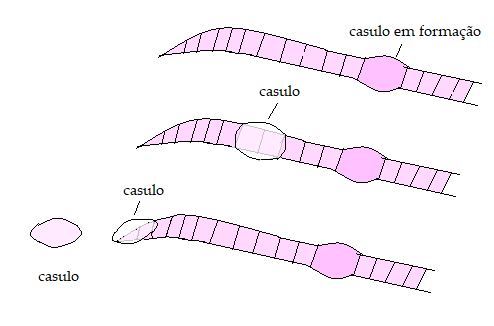
Casulo sendo exteriorizado em sentido anterior, devido ao movimento da minhoca.

Após a cópula, o clitelo passa a secretar um casulo, em forma de anel duro e coriáceo de muco, sobre ele próprio e os segmentos anteriores. Depois da formação da parede do casulo, as células clitelares secretam albumina, entre a superfície corporal e a parede do corpo, para alimentar os futuros embriões. Posteriormente, a musculatura da minhoca produz ondas peristálticas, as quais geram um movimento para trás, de maneira que o casulo move-se para a região anterior e passa pelos gonóporos femininos, onde recolhem os óvulos, e depois pelas espermatecas. No casulo, após a deposição dos óvulos e espermatozóides, ocorre a fecundação, que portanto é externa. Por fim, o casulo é liberado do corpo.
Todos os clitelados apresentam desenvolvimento direto, sem estágio larval de vida livre, e dos ovos eclodem juvenis.
Algumas espécies possuem a partenogênese como principal forma de reprodução. Ou seja, a formação e crescimento de embriões ocorrem sem a necessidade de um parceiro, como em Aporrectodea caliginosa.
A época reprodutiva das minhocas é definida mais por condições meteorológicas, do que propriamente meses do ano. Quando o ambiente e a temperatura são favoráveis, o que ocorre habitualmente nos períodos quentes e úmidos, e, de uma forma geral, à noite, as minhocas procuram um parceiro para fecundar. Cada minhoca, em condições ideais, pode deixar de 100 a 140 descendentes em um ano.

## Respiração
O sistema respiratório das minhocas funciona nas partes externas de seu corpo. Elas tem respiração cutânea.
As minhocas realizam as trocas gasosas pelas paredes do corpo em contato com o ar por difusão, por isso possuem uma rede capilar epidérmica bastante desenvolvida. As trocas gasosas das minhocas dependem da umidade do tegumento, que é mantida por poros intersegmentares dorsais, responsáveis por exsudação do fluido celômico, e pelas células glandulares epidérmicas.

## Regeneração
A capacidade regenerativa das minhocas diminui com o aumento de amputações realizadas.
Algumas pesquisas mostraram que a taxa de regeneração diminui após a remoção de nove segmentos e a diminuição se acentua depois do sétimo segmento no qual cada metâmero removido diminui o grau de regeneração.
A capacidade regenerativa pode ser influenciada por fatores ambientais com a temperatura e a nutrição. Estudos identificaram que minhocas cultivadas em 25 °C regeneram mais rapidamente que as cultivadas em 30 °C e 20 °C. A atividade sexual também pode influenciar na taxa de regeneração, quanto mais distante o corte da parte posterior dos órgãos sexuais, menor é a regeneração.
Estudos indicam que as minhocas se regeneram anteriormente apenas na parte pré-gonadal. A regeneração após a amputação da região gonadal não é suficiente para que a reprodução ocorra naturalmente em espécies da família Lumbricidae. Em outras espécies a regeneração da gônada é usual, provando que a capacidade regenerativa difere entre as espécies de minhoca.
Segundo a pesquisa realizada, o tempo de regeneração não depende do número de segmentos remanescentes ou da posição de amputação dos segmentos anteriores, mas depende da posição de amputação dos segmentos posteriores. Nesse estudo, foi identificado que os comprimentos posteriores regenerados foram significativamente maiores do que os anteriores, indicando que os segmentos posteriores têm uma capacidade de regeneração maior que os segmentos anteriores.
As taxas de sobrevivência e regeneração pela amputação diferem significativamente entre as minhocas adultas e imaturas nos primeiros estágios da regeneração. A sobrevida das minhocas imaturas com regeneração posterior é maior se a cabeça permanecer intacta. Dessa forma, foi concluído que a cabeça é essencial para a regeneração de indivíduos imaturos e tem um papel inibitório na regeneração de indivíduos em estágio avançado.

## Estilo de vida
As minhocas podem ser encontradas em todos os lugares da Terra, mas raramente em desertos e áreas sob neve ou locais com pouco solo e vegetação.
As minhocas peregrinas são amplamente distribuídas por apresentarem algumas características fisiológicas como: hermafroditismo, tolerância a variações ambientais, oportunismo na escolha do alimento, habilidade em resistir a estresses químicos, associação com solos cultivados e plasticidade ecológica. Assim, esses indivíduos podem ser dominantes em ambientes hostis.
Esse oligoqueta possui um hábito detritívoro e criam galerias no solo que podem ser ramificadas ou irregulares, com uma ou mais aberturas na superfície, e podem conter câmaras especiais para casulos ou para períodos de diapausa. O muco secretado pelas minhocas diminui o atrito do corpo com o substrato e promove a contenção das paredes das galerias. Essas galerias podem ser longas e profundas, especialmente em espécies maiores, podendo chegar até 3m de profundidade. Já espécies menores se encontram em camadas mais superficiais. O diâmetro das galerias pode variar entre 1 mm até 40 mm. As galerias facilitam a drenagem da água e o desenvolvimento de raízes de plantas e também possibilita maior penetração de ar.
A alimentação das minhocas na natureza consiste em materiais em decomposição depositados no solo. Esses indivíduos possuem o hábito de se alimentarem em um local do solo e defecarem em um local mais distante, promovendo o revolvimento e a mistura do sedimento. Isso contribui para grandes profundidades de matéria orgânica, melhor distribuição de nutrientes e promovem o processamento e a incorporação de matéria orgânica no solo. As fezes de minhoca possuem muito material orgânico contribuindo para a atuação dos microrganismos nos processos de decomposição e ressíntese, resultando na produção de húmus e no aumento da fertilidade do solo.
Durante as estações secas e durante o inverno, algumas minhocas se movem para de até 3 m. Nessas condições, uma minhoca pode entrar em diapausa e perder até 70% da água do corpo até que a água se torne disponível.

## Taxonomia
Minhocas são um grupo dentro de Oligochaeta, da classe Euclitellata e filo Anellida. Há pouco consenso na taxonomia das famílias de chamadas minhocas, provavelmente devido à simplicidade do seu plano corporal. Apesar de existirem trabalhos envolvendo a taxonomia das minhocas há algum tempo, como de Gates (1959), Jamieson (1971) e Sims (1980), eles são conflitantes e pouco justificados, segundo Fender & McKey-Fender, 1990, que afirmam que a classificação desses anelídeos em famílias era caótica. Foi mais recentemente que técnicas moleculares foram usadas para auxiliar essa questão.
Em 2006, Blakemore publicou um trabalho com chaves para a taxonomia de 23 famílias de minhocas, que visava simplificar o trabalho taxonômico sem sacrificar relações filogenéticas. Essas chaves se baseavam na morfologia do clitelo, na posição dos poros femininos e masculinos, presença/ausência de glândulas calcárias e morfologia externa corporal. Tal trabalho permite posicionar os gêneros de minhocas em famílias da subordem Lumbricina e Moniligastrida, da ordem Haplotaxida.

## Diversidade
Segundo Blakemore, 2006, existem 23 famílias de minhocas, sendo elas:
- Acanthodrilidae
- Ailoscolecidae
- Almidae
- Benhamiinae
- Criodrilidae
- Diplocardiinae,
- Enchytraeidae,
- Eudrilidae,
- Exxidae
- Glossoscolecidae
- Haplotaxidae,
- Hormogastridae,
- Kynotidae,
- Lumbricidae
- Lutodrilidae
- Megascolecidae
- Microchaetidae
- Moniligastridae,
- Ocnerodrilidae
- Octochaetidae
- Octochaetinae,
- Sparganophilidae
- Tumakidae.

Algumas famílias são detalhadas a seguir:
Enchytraeidae: possui espécies aquáticas e terrestres, maioria cosmopolita, porém incomuns na região tropical.
Ocnerolidrilidae: encontrada na região Neotropical, essa família possui 21 gêneros.
Família Exxidae: essa família é encontrada na América Central e Caribe, possuindo nove espécies distribuídas em duas subfamílias.
Família Almidae: encontrada nas regiões tropicais e equatoriais, como América do Sul e África, essa família possui 40 espécies conhecidas, distribuídas em seis gêneros.
Família Haplotaxidae: essa família abriga principalmente animais aquáticos, porém existem espécies terrestres cosmopolitas, como Haplotaxis gordioidis.
Família Moniligastridae: essa família possui aproximadamente 215 espécies, distribuídas em seis gêneros, presentes principalmente na região sul e sudeste da Ásia. Poucas espécies são cosmopolitas, como a Drawida barwelli.

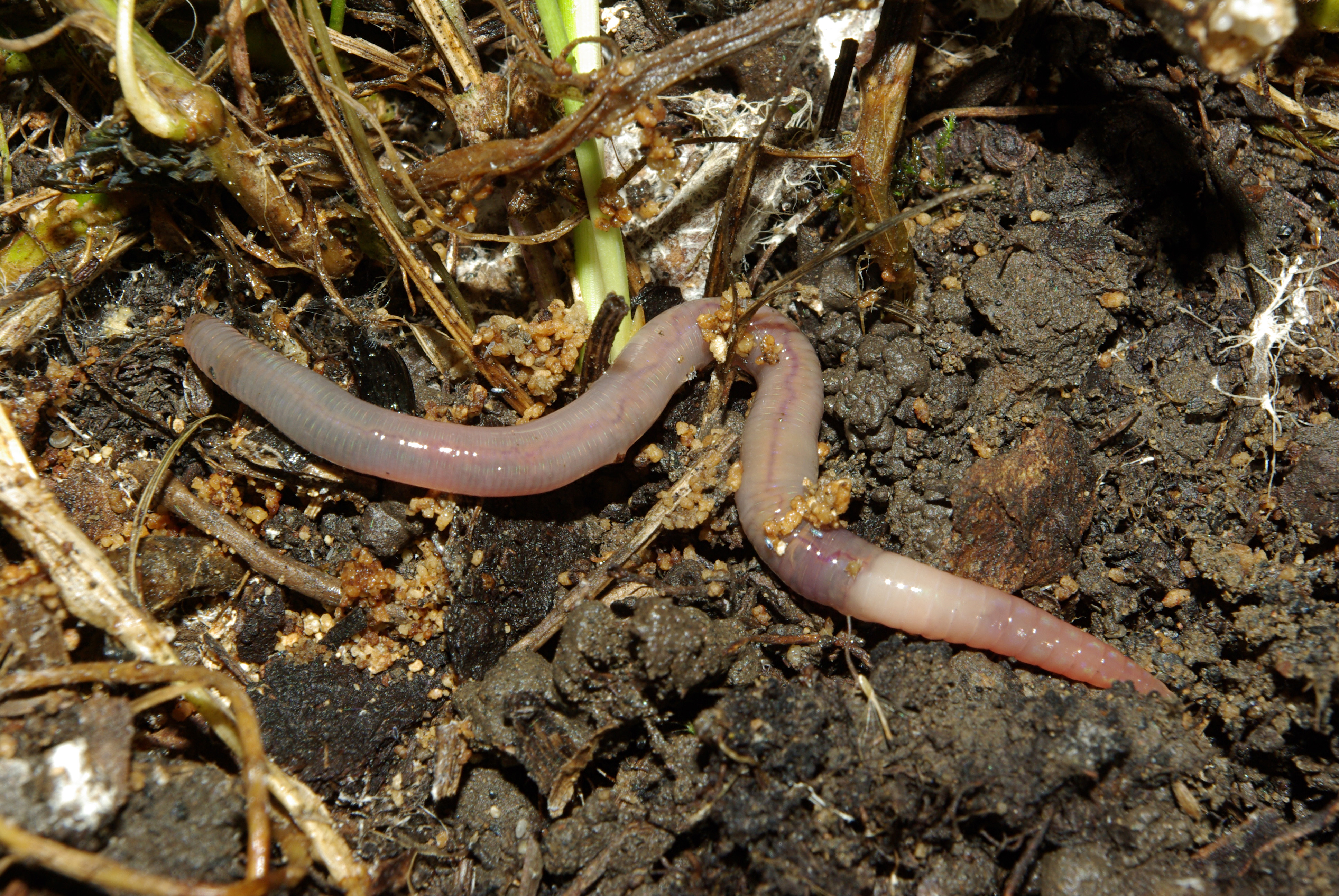
Lumbricus terrestris

Família Lumbricidae: minhocas da família Lumbricidae representam cerca de 90% da biomassa de invertebrados em solos temperados. Elas são caracterizadas morfologicamente pela presença de um clitelo multicamadas. Existem cerca de 300 espécies deste táxon, no entanto não há consenso no número de gêneros, variando de 6 até 31. Dentro deste táxon, existem espécies cosmopolitas, como a Lumbricus terrestris, também conhecida como minhoca-da-terra, a qual é uma espécie invasora, considerada praga nos Estados Unidos. Já no Brasil, é uma espécie comum que serve de alimento para diversos animais. Ademais, espécies do gênero Esenia, como E. fetida e E. andrei, são muito usadas no Brasil para estudos ecotoxicológicos, fisiológicos e genéticos, além de serem muito utilizadas para manejo de resíduos orgânicos em monoculturas.
Família Hormogastridae: inclui quatro gêneros e 31 espécies, todas endêmicas do Mediterrâneo, adaptadas a solos secos. Dentre suas espécies, a com corpo mais largo é Hormogaster regina.
Família Ailoscolecidae: minhocas dessa família são especialmente comuns nos estados de Carolina do Norte, Tenesse e Indiana, nos Estados Unidos.

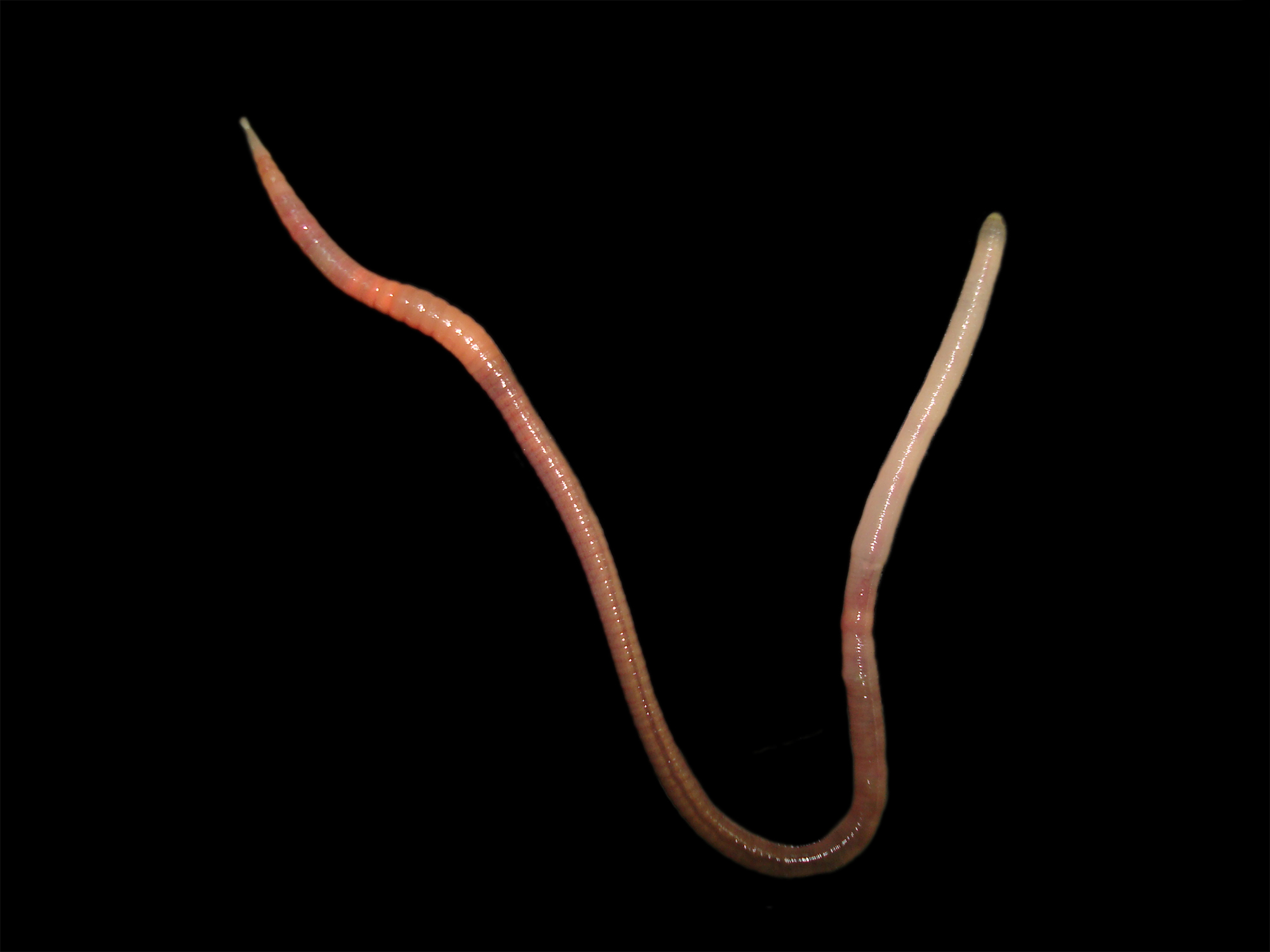
Minhoca-mansa ou Pontoscolex corethrurus

Família Glossoscolecidae: representada por minhocas endêmicas da região neotropical, podendo ser encontrada entre as costas atlântica e pacífica das Américas, do México até o rio da Prata, na Argentina. A única espécie encontrada fora desses locais é a Pontocolex colethrurus, a qual é considerada cosmopolita e provavelmente o animal mais bem distribuído no mundo. É a família mais diversa da região neotropical, possuindo 42 gêneros, com 464 espécies registradas. No Brasil existem exemplos notáveis de minhocas dessa família, como a Pontoscolex corethrurus (Müller, 1857), ou minhoca-mansa, a qual é a espécie mais amplamente distribuída no Ademais, no país encontra-se o minhocuçu-do-cerrado, a Rhinodrilus alatus, que atinge cerca de 60 cm e é uma das maiores minhocas brasileiras. O nome Alatus deriva do clitelo dessa espécie, que apresenta duas expansões laterais achatadas, as barbelas, que lembram asas.
Família Criodrilidae: semiaquática, endêmica da região Paleártica, possui apenas um gênero, Criodrilus, com três espécies. A espécie C. lacumm é a única com distribuição mundial, estando presente no Rio Grande do Sul em cultivos de arroz.
Família Megascolecidae: esta família abriga mais de 1 000 espécies, distribuídas em 61 gêneros, sendo nativa da região Neártica, Etiópica, Australiana, do Paleártico Oriental e regiões Neotropicais ao sul. Megascolecidae inclui os maiores anelídeos conhecidos, da espécie Megascolides australis, a qual pode exceder três metros de comprimento. A espécie Aminthas gracillis, representante dessa família, é a minhoca mais comum em cidades brasileiras como Rio de Janeiro e São Paulo.
Família Eudrilidae: esta família, de aproximadamente 500 espécies é endêmica da região Etiópica. Dentre elas, a Eudrilus eugeniae (Kinberg, 1867) tem distribuição cosmopolita e é conhecida como abutre-africano.

## Espécies brasileiras
No Brasil existem em torno de 26 espécies de minhoca classificadas em 18 famílias, sendo a mais comum a família Glossoscolecidae. A maioria das espécies mais frequentes em solo brasileiro são exóticas foram introduzidas por fins comerciais, tais como a Eisenia fetida, originária do norte da Europa, e a Eudrilus eugeniae, originária da África. Dentre as espécies nativas destacam-se a Glossoscolex giganteus, a primeira espécie descrita no Brasil (em 1836 por Rudolf Leuckart, com espécime encontrada no Rio de Janeiro); a Pontoscolex corethrurus, considerada a espécie mais comum em solo brasileiro; e Rhinodrilus alatus, conhecido popularmente como minhocuçu, endêmico do cerrado central do estado de Minas Gerais e que tem em média 60 cm de comprimento.

## Importância ecológica

### Engenharia do solo

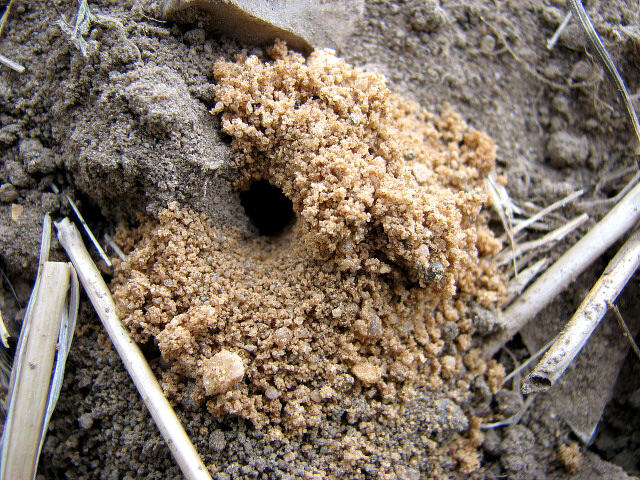
Um buraco criado por uma minhoca

Minhocas são engenheiras ecossistêmicas, por serem organismos que modulam a disponibilidade de recursos para outras espécies através de mudanças físicas em materiais bióticos ou abióticos. Esses anelídeos possuem a habilidade de se mover pelo solo, construindo estruturas organo-minerais com propriedades físicas, químicas e microbiológicas específicas, comumente chamadas de galerias ou câmaras, que facilitam o transporte de gases e água. Através dessa atividade, os engenheiros ecossistêmicos impactam na agregação e porosidade pedológica, além de aumentar a disponibilidade de matéria orgânica para os outros organismos presentes no solo. Portanto, essas galerias podem ser consideradas ilhas de diversidade com propriedades diferentes do entorno.

### Compostagem

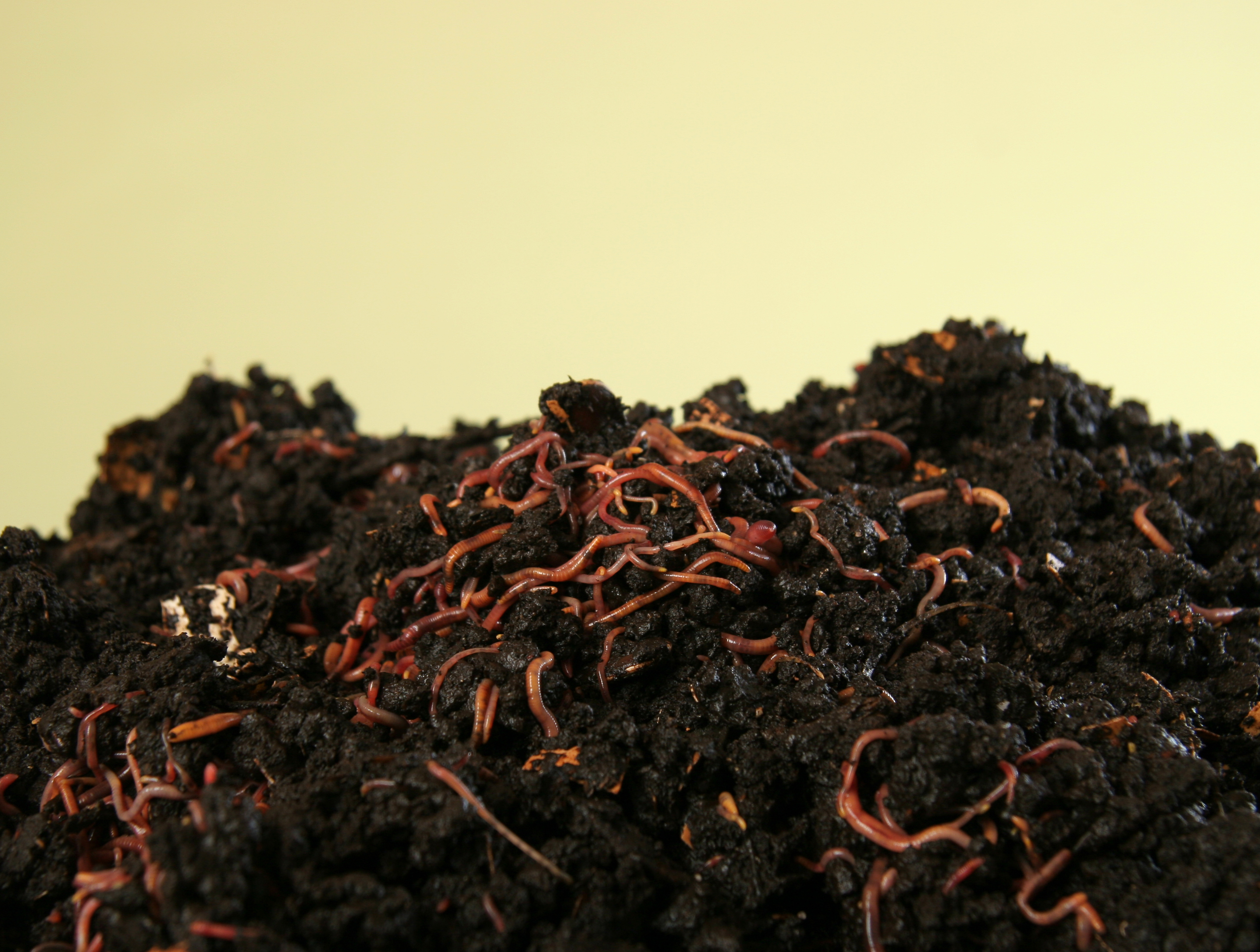
Processo de compostagem artificial sendo feito com minhocas

Além da atividade escavadora, os processos de digestão desses oligoquetas tem um papel ecológico notável. O sistema digestório das minhocas é povoado por microorganismos, os quais liberam enzimas capazes de digerir celulose e quitina, tornando o produto da digestão extremamente rico em matéria orgânica diversificada. Esse produto, chamado de húmus, é um excelente adubo, pois é rico em micronutrientes, como ferro e cobre vindos da fragmentação de partículas minerais, e em macronutrientes, tais como potássio, nitrogênio e fósforo vindos da atividade das enzimas dos microrganismos. Devido a essa composição, a formação do húmus repõe os minerais do solo proporcionalmente às necessidades dos vegetais cujas raízes estão no entorno. A compostagem pode ser um processo doméstico ou não.

### Restauração de solos
Atividades de impacto pedológico, como mineração e queimadas, causam destruição direta e indireta da vegetação, deterioração do solo e acidificação dos lençóis freáticos, levando à necessidade posterior de recuperação ecológico da área. As minhocas têm um papel principal nessa recuperação, devido a sua atividade de mineralização e fragmentação da matéria orgânica, além da sua grande influência na estrutura física e química dos solos. Através da sua ação de escavação, esses animais minimizam a erosão superficial hídrica e aumentam a capacidade de reter água; ademais, eles facilitam a repopulação do solo por microrganismos importantes para as plantas, logo eles aceleram a criação de solo superficial e a colonização do espaço pela vegetação.

## Importância econômica
Alguns usos econômicos das minhocas são em iscas para pesca, cultura de sementes, em rações animais com papel de biomassa rica em proteína, fertilizantes orgânicos, bioestabilização de matrizes ou fluidos contaminados, reciclagem de dejetos orgânicos, sequestro de carbono em solo rico em matéria orgânica, prospecção biológica de fármacos, cosméticos e seda e pesquisa sobre ecotoxicologia e etiologia.

### Aumento da fertilidade do solo
A utilização de minhocas traz efeitos benéficos na fertilidade do solo, pela mistura de solo e matéria orgânica presente em seus dejetos e formação de túneis, que provoca mudanças nas características físicas e químicas do solo. Isso pode proporcionar melhores condições ao crescimento adequado das mudas, já que essa técnica permite obter substratos mais densos, porém com maior quantidade de macroporos.
Em mais detalhes, a utilização de húmus de minhoca aumenta o teor de matéria orgânica no solos e o fornecimento de elementos essenciais ao solo como nitrogênio, fósforo, potássio, enxofre e também micronutrientes. Além disso, proporciona aumento da capacidade de retenção da água da chuva. Há diminuição da compactação do solo, relacionada à maior aeração e enraizamento, que aumenta a captação de nutrientes pelos vegetais. A utilização desse composto pode ainda eliminar ou diminuir doenças do solo, através da ativação de microrganismos benéficos às plantas, e corrigir o solo, se houver excesso de substâncias tóxicas. Pode haver contribuição para o equilíbrio do pH do solo, corrigindo a acidez, muitas vezes provocada pelo abuso da adubação química. Devido a todas essas características, estuda-se a utilização desses animais em plantações como forma de aumentar a produtividade em cada espécie de planta economicamente importante.
Em práticas conservacionistas de exploração, as populações da fauna no solo são afetadas positivamente. A quantidade de minhocas aumenta quando há cobertura verde, matéria orgânica em decomposição e sistema radicular extenso. Porém, quando esses animais não estão associados a outros seres vivos, podem causar problemas na estrutura e no funcionamento do solo. É possível que provoquem compactação superficial e impedimento da circulação de ar e água.

### Tratamento de lixiviado em aterros sanitários
Há estudos sobre o uso da vermicompostagem para tratamento de lixiviado de células antigas, de aterros sanitários. O húmus produzido pelas minhocas tem capacidade quelante e complexante no arrefecimento das cargas poluidoras do lixiviado. Essa técnica pode então proporcionar remoção das cargas de matéria orgânica, de metais pesados e de nitrogênio.

### Alimentação e iscas de peixes
Eudrilus eugeniae e Eisenia foetida, também conhecidas como minhocas vermelhas inglesas, são utilizadas na América do Norte, como iscas de pesca, desde a década de 1940. Essas minhocas também são utilizadas para compostagem de lodo de estrume e esgoto. Minhocas são consideradas comidas excelentes, para peixes cultivados, e podem ser administradas como suplemento na dieta de peixes ornamentais, ou outras espécies difíceis de serem cultivadas. Essas minhocas podem ser utilizadas sozinhas, ou em combinação com outros alimentos, como ração comercial.

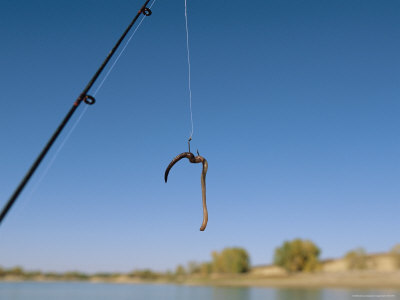
Minhoca como isca para pesca

## Minhocas como alimento
As minhocas, assim como outros invertebrados, faziam parte da dieta dos ameríndios.
Índios do Acre comiam, crua ou assada, a minhoca por eles chamada de daracubi, muito comum em igapós.